# Jack Angus (cầu thủ bóng đá, sinh năm 1909)
Jack Angus (12 tháng 3 năm 1909 – 1965) là một cầu thủ bóng đá thi đấu ở Football League cho Exeter City. Ông dành toàn bộ sự nghiệp chuyên nghiệp tại Exeter và trở thành người một câu lạc bộ.